# Lifestories (album)
Lifestories è l'album di debutto della cantante veneziana dance Moony uscito nel 2003, e preceduto dall'enorme successo del singolo dell'anno precedente Dove (I'll Be Loving You).
Dall'album vengono poi estratti anche i singoli Acrobats, This is your Life e Flying Away.

## Tracce
1. Acrobats (Looking For Balance) – 3:38
2. This Is The Way – 5:17
3. Verses Of Love – 5:12
4. Flying Away – 3:45
5. Perfect Soul – 4:59
6. Falling Star – 3:53
7. This Is Your Life – 3:51
8. Dove (I'll Be Loving You) – 5:11
9. Dear Friend – 3:22
10. An Echo's Calling – 3:38
11. NTT – 3:37
12. Butterfly – 3:57
13. Universal Prayer – 3:39
14. Living For Life – 4:45